# Улица Белякова (Мелитополь)
Улица Белякова (укр. Вулиця Бєлякова) — улица в Мелитополе, одна из центральных улиц исторического района Песчаное. Начинается от улицы Михаила Оратовского и оканчивается, сливаясь с Болгарской улицей. На участке от улицы Павла Сивицкого до проспекта Богдана Хмельницкого по улице проходит автодорога М-14 «Одесса — Мелитополь — Новоазовск».

## История
Первое известное упоминание об улице датируется 20 декабря 1946 года. Улица названа в честь Героя Советского Союза, лётчика Александра Васильевича Белякова (1897-1982), штурмана экипажа, совершившего в составе экипажа В. П. Чкалова беспосадочные перелёты из Москвы на Дальний Восток (1936) и через Северный полюс в США (1937).

## Объекты

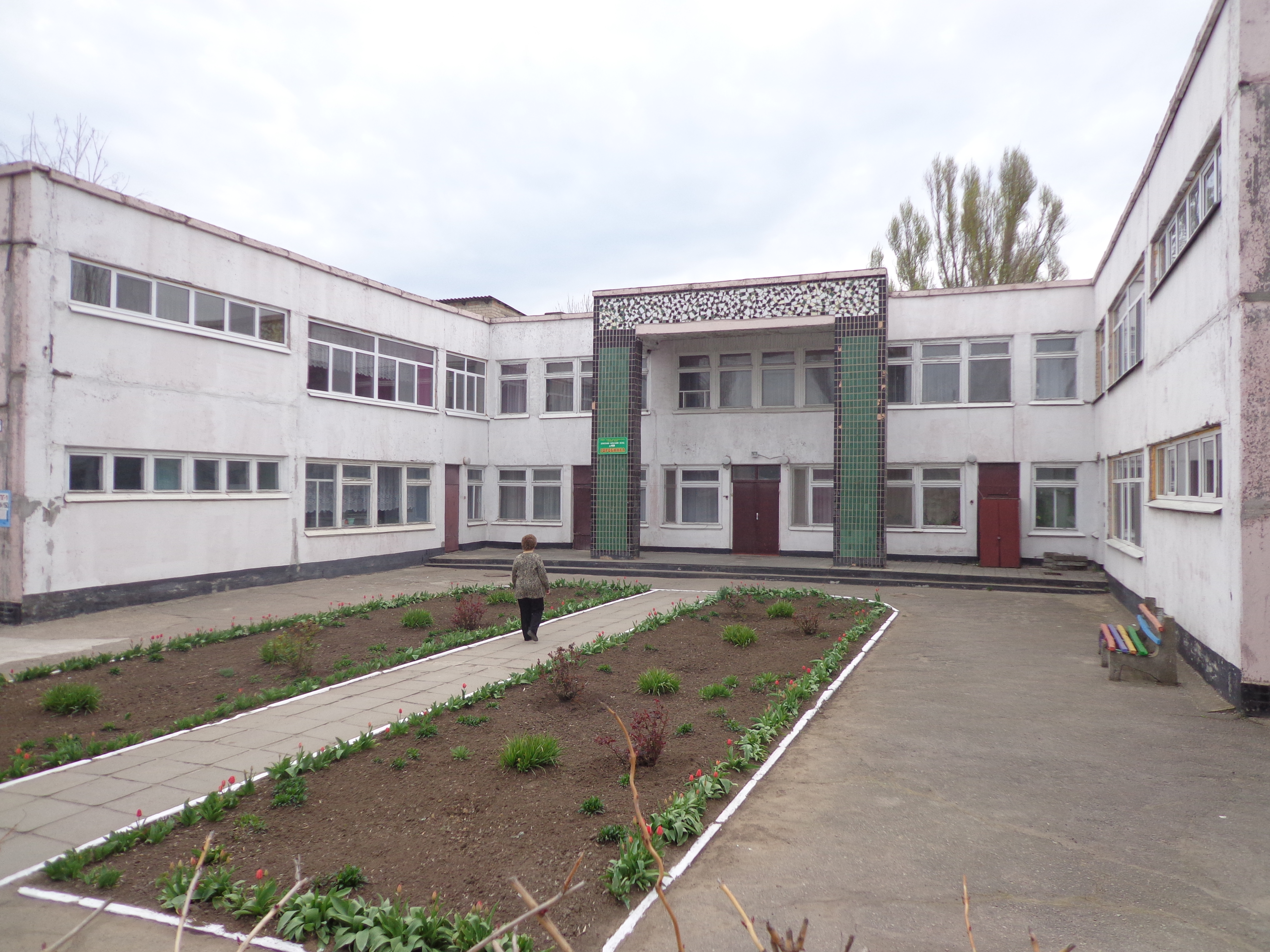
Детский сад «Рябинушка»
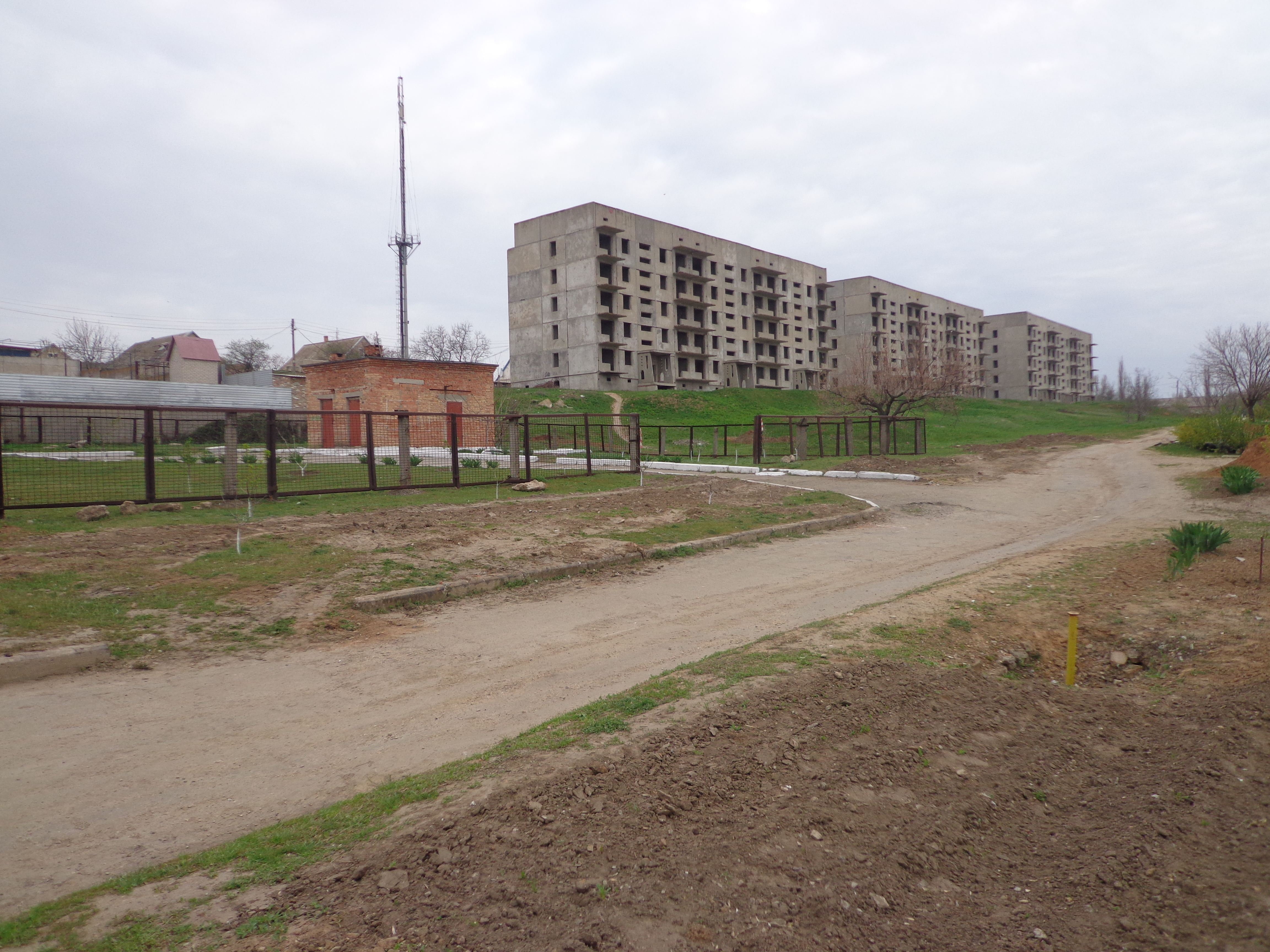
Продовольственный рынок

- Детский сад «Рябинушка»
- Три недостроенных пятиэтажных дома